# Merionoeda apicicornis
Merionoeda apicicornis är en skalbaggsart som beskrevs av Holzschuh 1991. Merionoeda apicicornis ingår i släktet Merionoeda och familjen långhorningar. Inga underarter finns listade i Catalogue of Life.